# ボサンスキ・ペトロヴァツ
ボサンスキ・ペトロヴァツ（ボスニア語:Bosanski Petrovac、クロアチア語:Bosanski Petrovac、セルビア語:Босански Петровац）は、ボスニア・ヘルツェゴビナ北西部の街、およびそれを中心とする基礎自治体（オプシュティナ / オプチナ、市）であり、行政上は同国を構成するボスニア・ヘルツェゴビナ連邦のウナ・サナ県に属する。

## 地理
街はビハチとサラエヴォとを結ぶ国道5号線沿いにある。ボスニア・ヘルツェゴビナ紛争前はボサンスキ・ペトロヴァツ市の面積は853平方キロメートルであったが、同紛争終結、デイトン和平合意によって南東部は自治体から切り離され、スルプスカ共和国の一部・ペトロヴァツ市となった。紛争後のボサンスキ・ペトロヴァツ市の面積は717平方キロメートルであり、その3分の2近くを森林が占めている。
ボサンスキ・ペトロヴァツ市の市域は、肥沃な渓谷地帯と、一部を森に覆われた丘陵地帯に分かれており、渓谷地帯では農作が可能である。渓谷を取り囲む山々は、最も高いところで標高1795メートルに達する。気候は大陸性であり、平均気温は最も高い7月で摂氏20度から22度、最も低い12月と1月では-2度から2度程度である。

## 歴史
ローマ時代の街道沿いに位置しており、古代より人の居住があった。第二次世界大戦時には、ティトー率いるパルチザンが数か月の間、この地を拠点としていた。付近にはかつてのパルチザンの病院跡が残されている。第二次世界大戦後、ボサンスキ・ペトロヴァツ出身の詩人・スケンデル・クレノヴィッチ（Skender Kulenović）の博物館が立てられた。
ボスニア・ヘルツェゴビナ紛争では、ボサンスキ・ペトロヴァツ市街そのものは大きな破壊を免れたものの、周囲の村々はすべて50%以上の損壊を受けた。また、セルビア人とボシュニャク人の混在率が高い同自治体は、激しい議論の的となった。
紛争前、市の多数派を占めていたのはセルビア人であり、特に市域の北部や南部に多かったが、南部は紛争後にスルプスカ共和国のペトロヴァツ市へと切り離された。

## 住民
紛争前の1991年の国勢調査では自治体の人口は15,621人であり、うちセルビア人が11,694人（74.9%）、ムスリム人が3,288人（21%）、その他が639人であった。
自治体の中心を占めるボサンスキ・ペトロヴァツ市街地の民族別人口は、ムスリム人が2,676人（49.8%）で最多であり、ついでセルビア人が2,345人（43.6%）であった。一方、市内のほかの小集落のほとんどは、セルビア人が圧倒的多数派であり、2村のみでムスリム人が多数となっていた。紛争によって市の人口構成は大きく変動した。1998年の民族別人口は、ボシュニャク人が6,963人、セルビア人が474人、クロアチア人が1人、その他が17人であり、市域の一部が切り離されたこと以上に、紛争とその後における避難や強制追放などによる人口の現象が大きい。